# San Diego (Schiff)

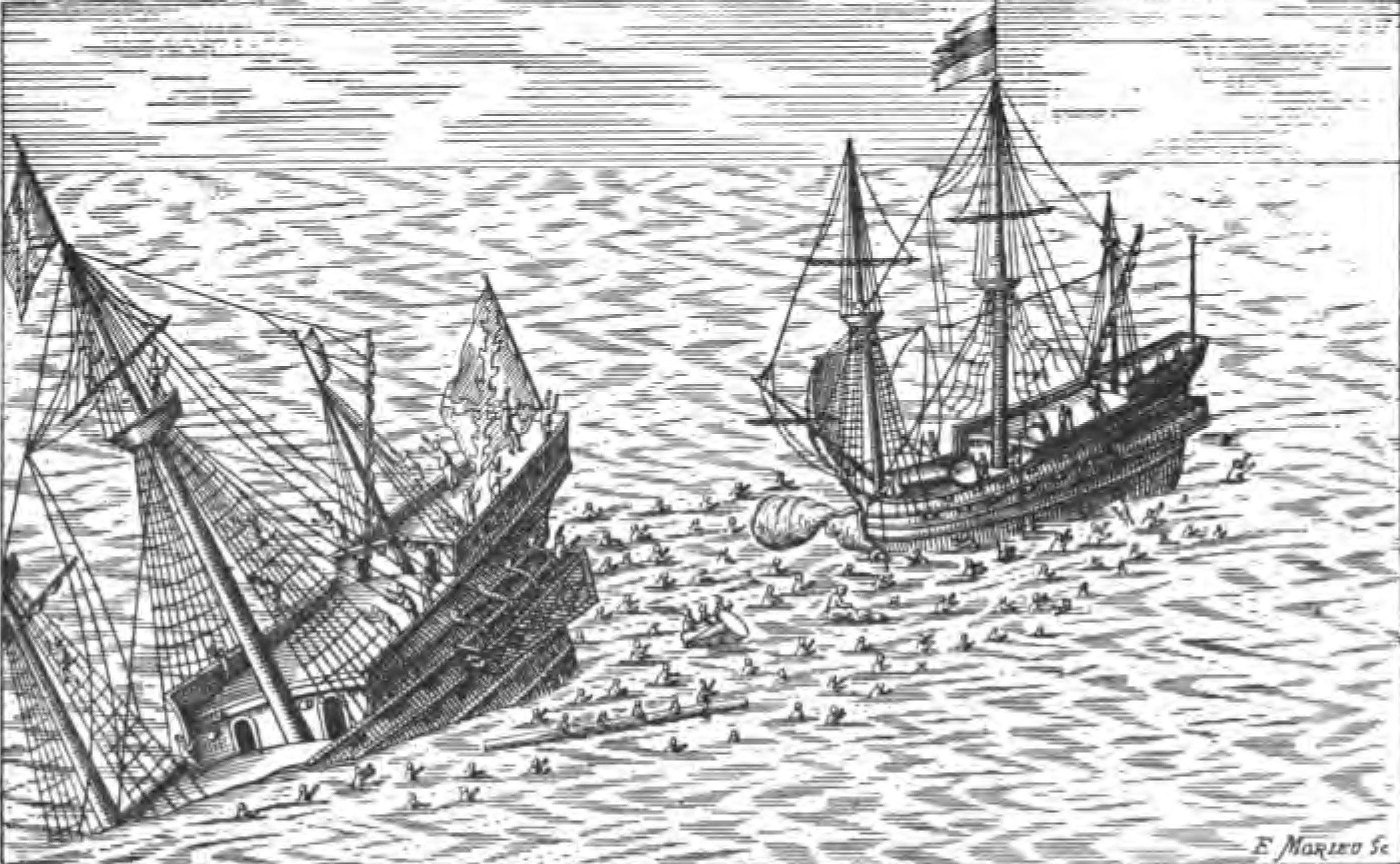
Untergang der San Diego nach dem Gefecht mit der Mauritius

Die San Diego war eine spanische Handelsgaleone aus der Zeit Philipps II. Das Wrack ist durch archäologische Forschungen in allen Bereichen untersucht und die Funde sind in einer Wanderausstellung der Öffentlichkeit gezeigt worden.

## Geschichte
Die Spanier hatten in Manila einen Handelsstützpunkt, von dem aus sie Handel mit China betrieben und die Waren zur Westküste Mexikos verschifften. Da schon andere spanische Schiffe auf dieser Route angegriffen und versenkt worden waren, befahl der Gouverneur von Manila, Francisco de Tello de Guzmán, mehrere Schiffe zu bewaffnen. Zwei dieser Schiffe waren beladene Handelsgaleonen, die San Diego und die San Bartolomé. Am 1. Dezember 1600 ernannte de Tello den Gouverneur Leutnant Antonio de Morga zum Befehlshaber der Flotte und erteilte ihm den Befehl, die holländischen Schiffe zu versenken. Die Sieben Provinzen der Niederlande befanden sich mit Spanien im Krieg, deshalb wurde das holländische Schiff Mauritius unter dem Kommando von Olivier van Noort in dieses Seegebiet entsandt, um diese Seegebiete der Spanier auszukundschaften.
Am 12. Dezember 1600 ließ de Morga die Segel setzen. Sein Schiff, die San Diego, war überladen und nur leicht bewaffnet. Zwei Tage später traf de Morga bei der Insel Fortune auf die holländische Mauritius und rammte sie. Da die San Diego schwer beladen war, konnten die Geschützpforten nicht geöffnet werden. Die Mauritius wurde geentert und die Takelage zum größten Teil zerstört. Es kam zu einem sechs Stunden dauernden Gefecht, bei dem die San Diego schließlich leck schlug und sank. Unter der Besatzung breitete sich Panik aus. De Morga gelang es, ans Ufer von Fortune zu schwimmen. Die San Diego aber sank und nahm über 300 Menschen mit in die Tiefe. Olivier van Noort erreichte mit dem schwer angeschlagenen Schiff Niederländisch-Indien und kehrte von da aus am 26. August 1601 nach Holland zurück.
1992 gelang es Franck Goddio mit seinem Team, das Wrack zu entdecken (Position 14° 3′ 36″ N, 120° 29′ 38″ O), und er konnte insgesamt 34.407 Artefakte bergen, darunter chinesisches Porzellan, japanische Samuraischwerter, portugiesische Kanonen und mexikanische Münzen. Die Fundstücke wurden in Ausstellungen überall auf der Welt gezeigt, bevor sie als ständige Ausstellung in das National Museum der Philippinen kamen.

## Technische Angaben
- archäologisch nachgewiesene Kiellänge: 23,73 m (42 spanische Ellen)[1]
- rekonstruierte größte Breite: 20 Ellen
- rekonstruierte Länge im Oberdeck: 65,5 Ellen
- rekonstruierte Raumtiefe: 13,5 Ellen
- rekonstruierte erste Deckshöhe: 10 Ellen
- nach unterschiedlichen Formeln berechnete Ladekapazitäten: 688 bis 1.050 toneladas
- Geschütze (archäologischer Befund):
  - 1 Große Feldschlange
  - 1 Halbkartaune
  - 4 Feldschlangen
  - 3 Halbe Feldschlangen
  - 2 Falkonen
  - 1 Falkonett
  - 2 Steinkugelkanonen

## Dokumentarfilme
- Die Schätze der San Diego – Tauchfahrt in die Vergangenheit. ARD-Dokumentation (1997). Regie: Torsten Sasse.